# کریستل اشتفین
کریستل اشتفین (آلمانی: Christel Steffin؛ زادهٔ ۴ آوریل ۱۹۴۰) شناگر اهل آلمان بود.